# Slagsta Marina

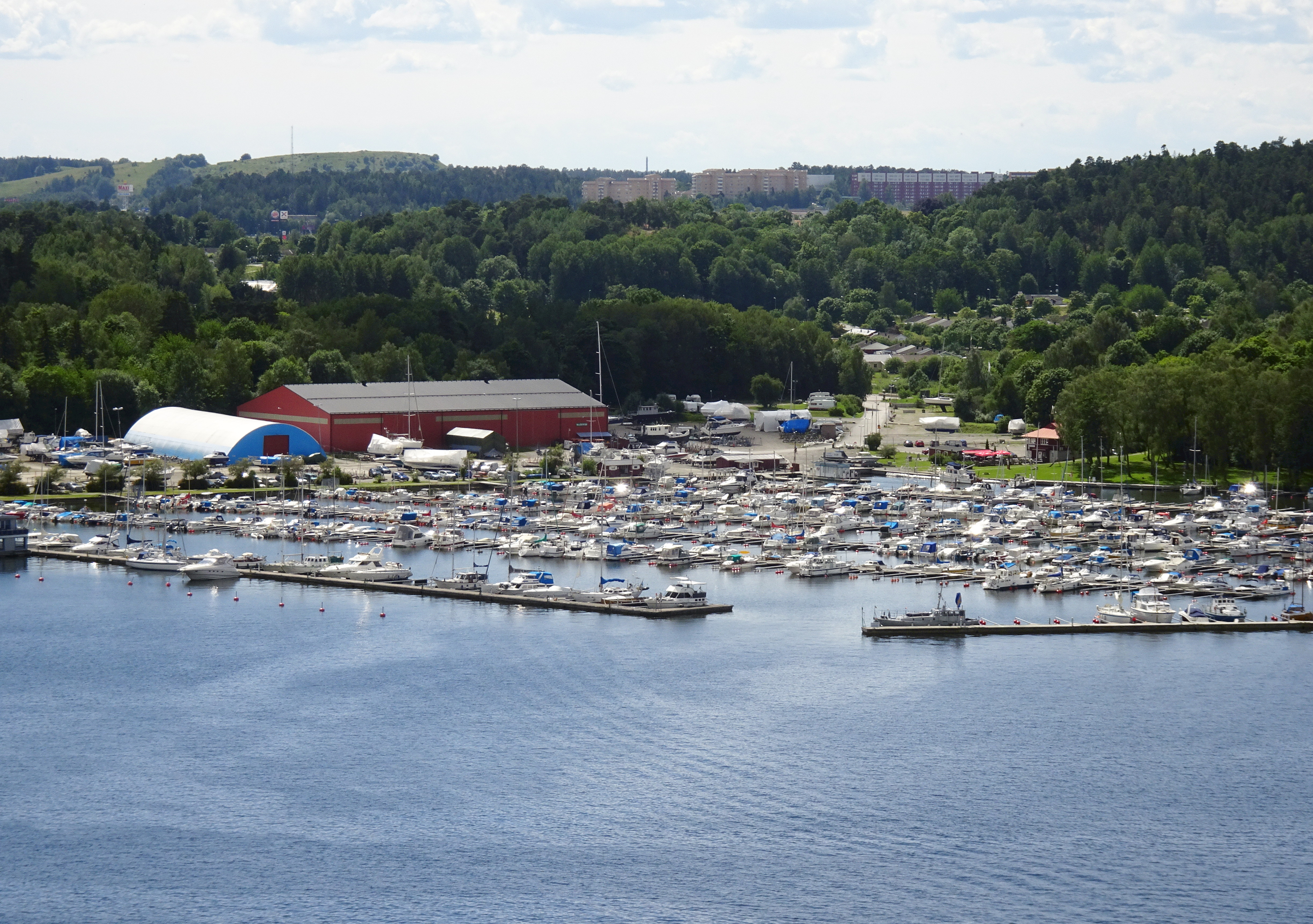
Slagsta Marina, 2016

Slagsta Marina är en privatägd marina vid Mälaren i Slagsta i Botkyrka kommun. I anslutningen till marinan finns långtidsuppställning för husvagnar.

## Historik
På platsen för dagens marina anläggning låg Slagsta tegelbruk som var ett av Mälardalens  äldsta och största och i drift åtminstone från 1600-talet fram till 1914. Resterna efter bruket är ett fornminne med RAÄ-nummer Botkyrka 379:1. Idag syns fortfarande en mängd tegelfragment i marken och strandkanten samt fundament till den gamla utskeppningsbryggan vid Mälaren. 

## Marinan
På 1970-talet övertog Slagsta marina det gamla industriområde, som numera även kallas Slagsta äng. Sedan dess har flera bryggor och byggnader tillkommit, bland dem båthall för vinterförvaring, hamnkontor,  sjömack och miljöstation.  Det finns ett prickat inlopp intill land i båthamnens västra del mot sjömacken. Djupet ligger mellan två och fem meter.
Slagsta Marina förfogar över cirka 800 båtplatser i sjön, och på land kan företaget vinterförvara båtar inomhus i kallförvar samt utomhus på plan. I gästhamnen finns tio platser och för sjöfolk finns bland annat duschar, bastu, restaurang, kafé och båtservice. En del verksamheter drivs av entreprenörer som hyr in sig på Slagsta Marinas anläggningar. Anläggningen ägdes 2014 av 430 andelsägare, som alla har eller har haft sin båt här.

## Bildgalleri

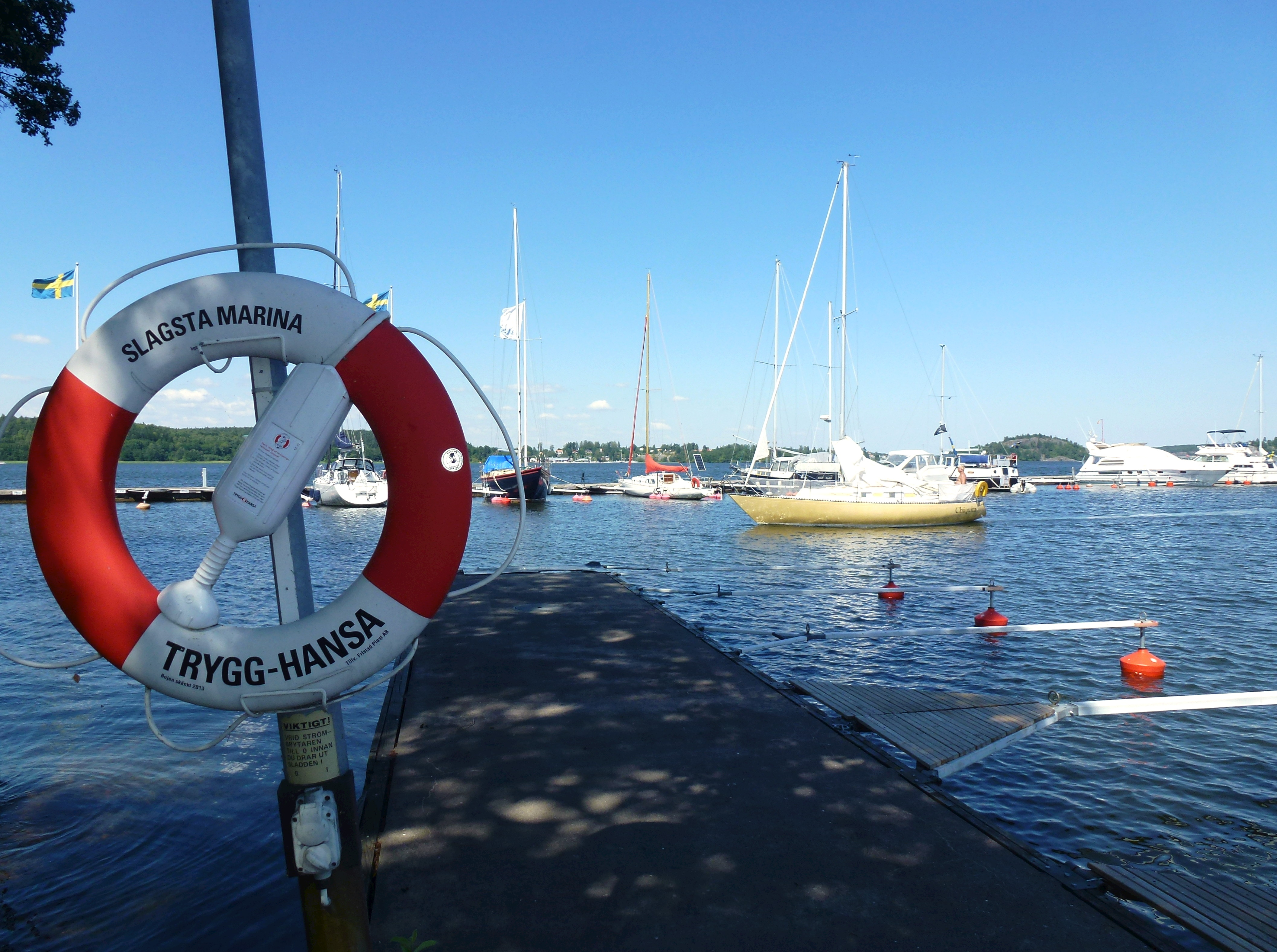
Slagsta Marina, juli 2014
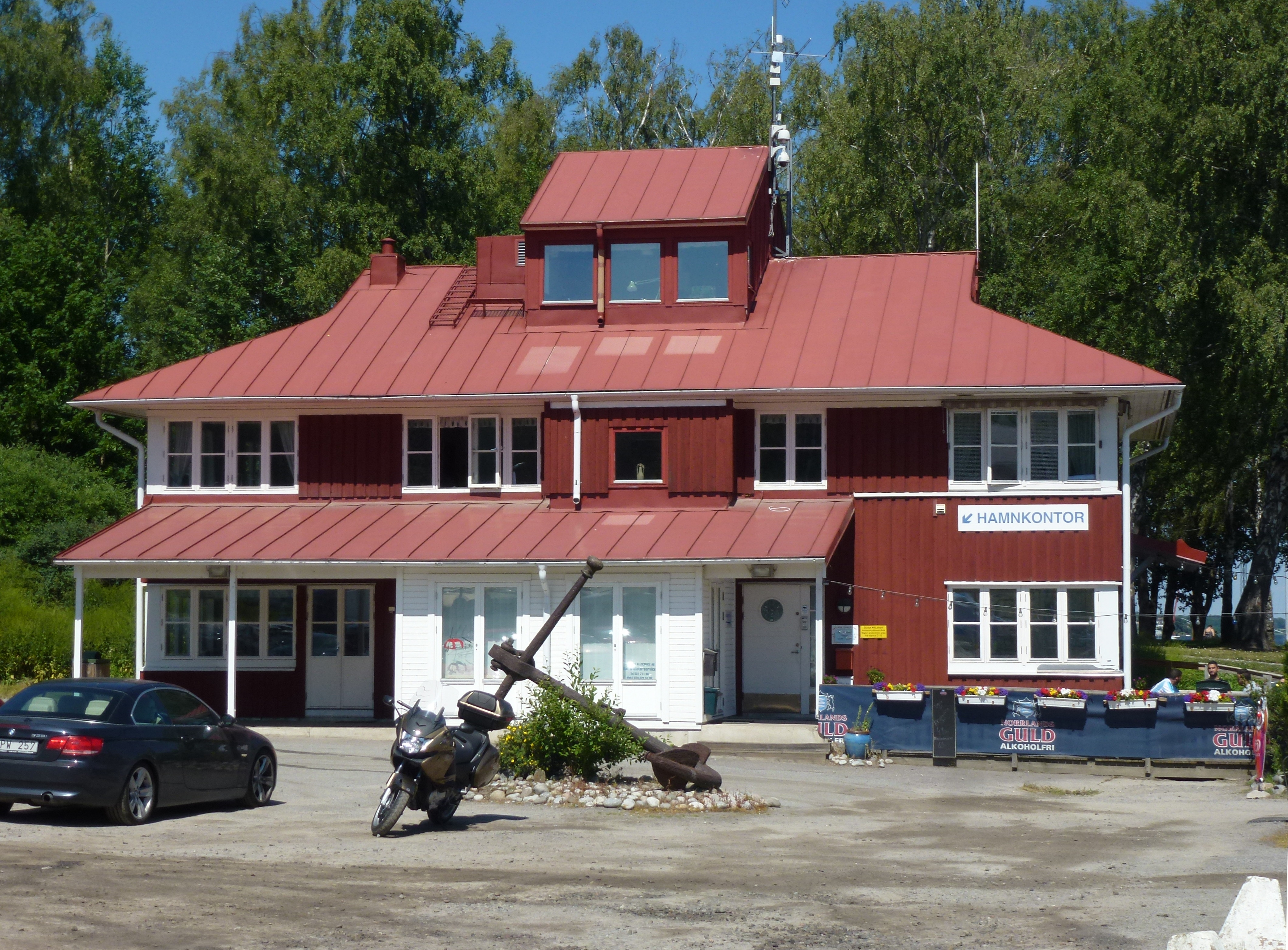
Hamnkontoret och restaurang
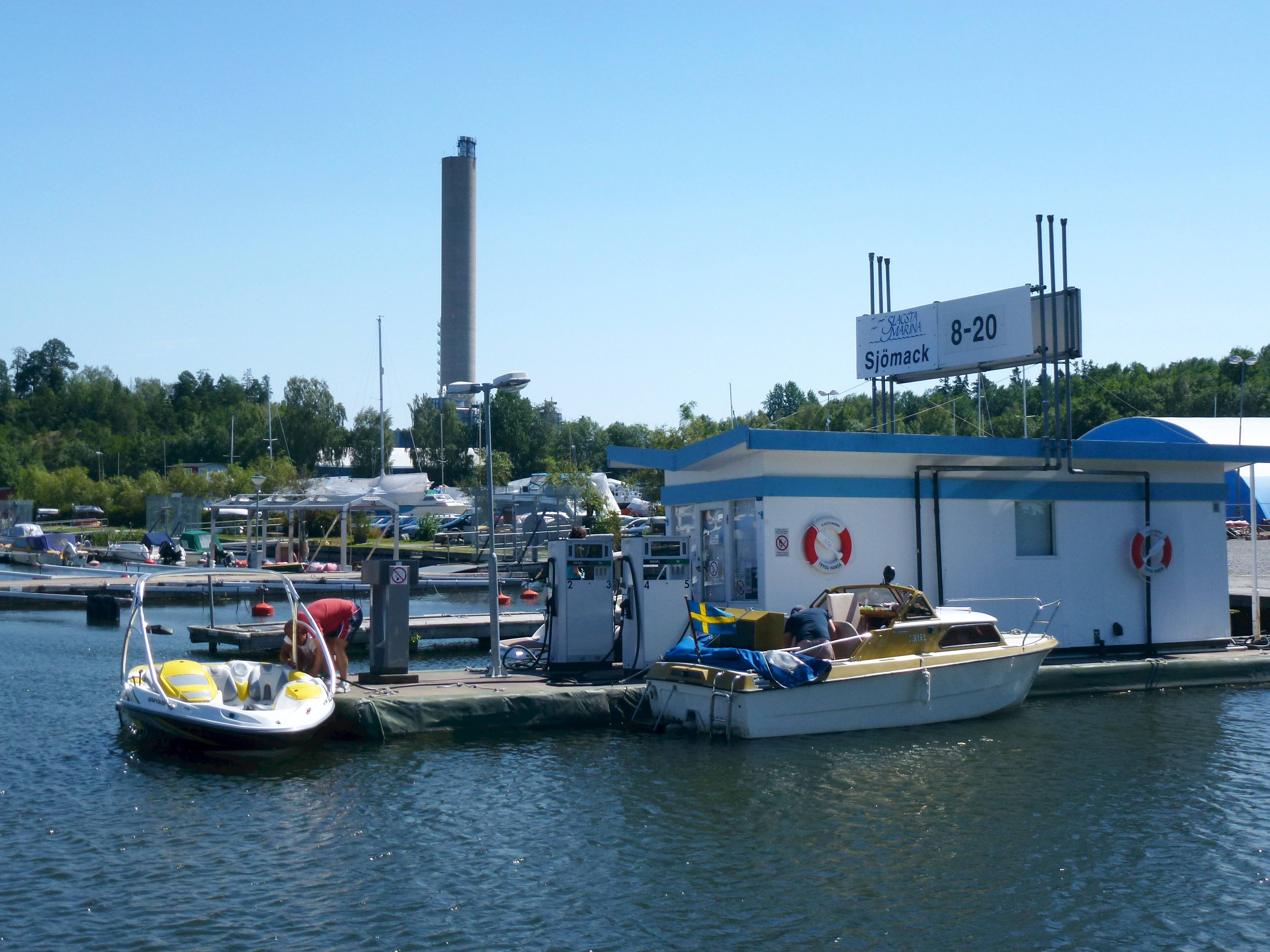
Sjömacken
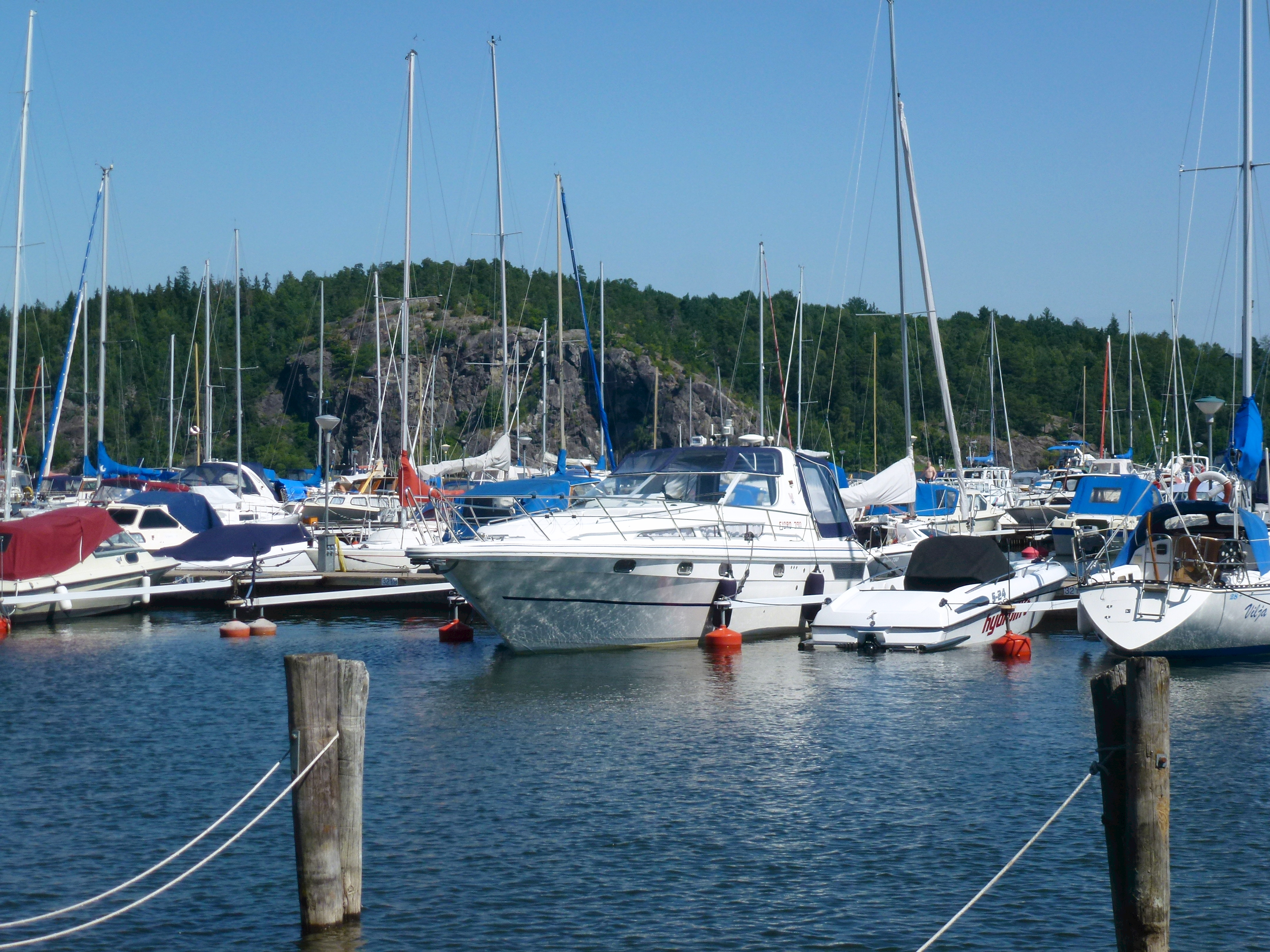
Liggplatser i sjön